# Brabham BT7
Brabham BT7 – samochód Formuły 1, zaprojektowany przez Rona Tauranaka i skonstruowany przez Brabhama. Używany w sezonach 1963–1966. Samochód był napędzany przez jednostki Climax.

## Wyniki
| Legenda oznaczeń w tabelach wyników Wyświetl szablon na nowej stronie | Legenda oznaczeń w tabelach wyników Wyświetl szablon na nowej stronie                                                                     |
| Oznaczenie                                                            | Wyjaśnienie |
| --------------------------------------------------------------------- | --- |
| Złoty                                                                 | Zwycięzca lub mistrzostwo |
| Srebrny                                                               | 2. miejsce lub wicemistrzostwo |
| Brązowy                                                               | 3. miejsce lub II wicemistrzostwo |
| Zielony                                                               | Ukończył, punktował (w klasyfikacji generalnej, gdy zdobył co najmniej jeden punkt na przestrzeni sezonu, poza trzema powyższymi opcjami) |
| Niebieski                                                             | Ukończył, nie punktował (w klasyfikacji generalnej, gdy nie zdobył co najmniej jednego punktu na przestrzeni sezonu)                      |
| Czerwony                                                              | Nie zakwalifikował się (NZ) |
| Czerwony                                                              | Nie prekwalifikował się (NPK) |
| Różowy                                                                | Nie ukończył (NU) |
| Różowy                                                                | Niesklasyfikowany (NS) (w klasyfikacji generalnej, gdy nie został sklasyfikowany w żadnym wyścigu sezonu)                                 |
| Czarny                                                                | Zdyskwalifikowany (DK) |
| Czarny                                                                | Wykluczony (WYK/EX) |
| Biały                                                                 | Nie wystartował (NW) |
| Biały                                                                 | Kontuzjowany (K/INJ) |
| Biały                                                                 | Wyścig odwołany (OD/C) |
| Bez koloru                                                            | Został wycofany (WYC/WD) |
| Bez koloru                                                            | Nie przybył (NP/DNA) |
| Bez koloru                                                            | Nie brał udziału w treningach (NT/DNP) |
| Bez koloru                                                            | Nie został zgłoszony (–) |
| Pogrubienie                                                           | Start z pole position |
| Kursywa                                                               | Najszybsze okrążenie wyścigu |
| †                                                                     | Nie ukończył, ale jego rezultat został zaliczony ze względu na przejechanie więcej niż 90% dystansu wyścigu.                              |
| *                                                                     | Sezon w trakcie |
| 1/2/3                                                                 | Punktowana pozycja w sprincie kwalifikacyjnym                                                                                             |
| Lista systemów punktacji Formuły 1                                    | |

| Sezon | Zespół                      | Silnik | Kierowcy           | Wyniki w poszczególnych eliminacjach | Wyniki w poszczególnych eliminacjach | Wyniki w poszczególnych eliminacjach | Wyniki w poszczególnych eliminacjach | Wyniki w poszczególnych eliminacjach | Wyniki w poszczególnych eliminacjach | Wyniki w poszczególnych eliminacjach | Wyniki w poszczególnych eliminacjach | Wyniki w poszczególnych eliminacjach | Wyniki w poszczególnych eliminacjach | Wyniki kierowców | Wyniki kierowców | Wyniki konstruktora | Wyniki konstruktora |
| 1963  |                             |        |                    | Monako                               | Belgia                               | Holandia                             | Francja                              | Wielka Brytania                      | Niemcy                               | Włochy                               | Stany Zjednoczone                    | Meksyk                               |                                      | Pkt.             | Msc.             | Pkt.                | Msc.                |
| ----- | --------------------------- | ------ | ------------------ | ------------------------------------ | ------------------------------------ | ------------------------------------ | ------------------------------------ | ------------------------------------ | ------------------------------------ | ------------------------------------ | ------------------------------------ | ------------------------------------ | ------------------------------------ | ---------------- | ---------------- | ------------------- | ------------------- |
| 1963  | Brabham Racing Organisation | Climax | Jack Brabham       |                                      |                                      | NU                                   | 4                                    | NU                                   | 7                                    |                                      | 4                                    | 2                                    | 13                                   | 13 (14)          | 7                | 28 (30)             | 3                   |
| 1963  | Brabham Racing Organisation | Climax | Dan Gurney         | NU                                   | 3                                    | 2                                    | 5                                    | NU                                   | NU                                   | 14                                   | NU                                   | 6                                    | 2                                    | 19               | 5                | 28 (30)             | 3                   |
| 1964  |                             |        |                    | Monako                               | Holandia                             | Belgia                               | Francja                              | Wielka Brytania                      | Niemcy                               | Austria                              | Włochy                               | Stany Zjednoczone                    | Meksyk                               | Pkt.             | Msc.             | Pkt.                | Msc.                |
| 1964  | Brabham Racing Organisation | Climax | Jack Brabham       | NU                                   | NU                                   | 3                                    | 3                                    | 4                                    | 12                                   |                                      |                                      |                                      |                                      | 11               | 8                | 25 (30)             | 4                   |
| 1964  | Brabham Racing Organisation | Climax | Dan Gurney         | NU                                   | NU                                   | 6                                    | 1                                    | 13                                   | 10                                   | NU                                   | 10                                   | NU                                   | 1                                    | 19               | 6                | 25 (30)             | 4                   |
| 1964  | RRC Walker Racing Team      | Climax | Joakim Bonnier     |                                      |                                      |                                      |                                      | –                                    |                                      |                                      | 12                                   | NU                                   | NU                                   | 1 (3)            | 15               | 25 (30)             | 4                   |
| 1965  |                             |        |                    |                                      | Monako                               | Belgia                               | Francja                              | Wielka Brytania                      | Holandia                             | Niemcy                               | Włochy                               | Stany Zjednoczone                    | Meksyk                               | Pkt.             | Msc.             | Pkt.                | Msc.                |
| 1965  | Brabham Racing Organisation | Climax | Denny Hulme        | –                                    | 8                                    | -                                    |                                      | NU                                   |                                      | NU                                   |                                      | -                                    | -                                    | 0 (5)            | 11               | 0 (27)              | 7                   |
| 1965  | Brabham Racing Organisation | Climax | Giancarlo Baghetti | –                                    | -                                    | -                                    | -                                    | –                                    | -                                    | –                                    | NU                                   | -                                    | -                                    | 0                | NS               | 0 (27)              | 7                   |
| 1965  | RRC Walker Racing Team      | Climax | Joakim Bonnier     | NU                                   | 7                                    | NU                                   | NU                                   | 7                                    | NU                                   | 7                                    | 7                                    | 8                                    | NU                                   | 0                | NS               | 0 (27)              | 7                   |
| 1966  |                             |        |                    | Monako                               | Belgia                               | Francja                              | Wielka Brytania                      | Holandia                             | Niemcy                               | Włochy                               | Stany Zjednoczone                    | Meksyk                               |                                      | Pkt.             | Msc.             | Pkt.                | Msc.                |
| 1966  | Joakim Bonnier Racing Team  | Climax | Joakim Bonnier     |                                      |                                      |                                      | NU                                   |                                      |                                      |                                      |                                      |                                      |                                      | 0 (1)            | 17               | 0                   | NS                  |